# Reckitt Benckiser
Reckitt Benckiser Plc es una empresa multinacional británica que manufactura bienes de consumo masivo en distintos segmentos para el cuidado del hogar, la higiene y la salud. El propósito de la organización es hacer vidas más saludables y hogares más felices a través de las soluciones entregadas a los consumidores.
Su sede central está en Slough, muy cerca de Londres, Reino Unido, cuenta con operación en sesenta países y sus productos son vendidos en más de doscientos. 
Hasta 1999 se conocía como Reckitt & Colman. En 2010 compra a SSL International. En 2017 adquiere al fabricante estadounidense de fórmulas de nutrición infantil Mead Johnson Nutrition y se divide, a partir de 2018, en dos unidades de negocio: salud e higiene-hogar. En Venezuela operó hasta 1994 como Atlantis Venezolana y formaba parte de la Organización Cisneros.

## Marcas
Entre sus marcas más conocidas se encuentran:
- 3 en 1 (aceite lubricante para máquinas)
- Air Wick (ambientadores)
- Enfamil (nutrición infantil)
- Brasso (pulimento para plata y metales)
- Calgon (ablandador de agua)
- Cherry (betún para calzado)
- Colon (detergente para ropa)
- Easy-Off (limpiadores multiuso)
- Dettol (jabón desinfectante)
- Durex (preservativos)
- Finish (lavavajillas)
- French's (salsas)
- Gaviscon (producto para la acidez estomacal)
- Glassex (limpiadores multiuso)
- Harpic (aseo de inodoros)
- Lysol (desinfectante)
- Mortein (insecticida)
- Mucinex (expectorante)
- Nugget (Betún para calzado y Cera para pisos)
- Nurofen (analgésico)
- Robin (Apresto para ropa)

- Strepsils (medicamento para el dolor de garganta)
- Sustagen (suplemento nutricional)
- Vanish (desmanchadores seguros para ropa)
- Amopé (productos podológicos)
- Veet (productos depilatorios)
- Woolite (detergente para ropa)
- Optrex (colirios)
- Sal de uvas Picot (antiácido)
- Tempra (acetaminofén)